# 항공기 엔진 제조업체 목록
- 제너럴 일렉트릭 ( 미국) : 세계 1위의 항공기 엔진 회사이다.
- 롤스로이스 plc ( 영국) : 세계 2위의 항공기 엔진 회사임과 동시에, 함선과 잠수함용 군용엔진을 생산한다. 현재 롤스로이스 자동차를 소유한 BMW사와는 별개의 회사이다.
- 프랫 & 휘트니 ( 미국) : 세계 3위의 항공기 엔진 회사임과 동시에, 가스터빈과 로켓엔진도 생산한다.
- 이브첸코-프로그레스 ZMKB ( 우크라이나) : 우크라이나 엔진회사로서, 안토노프, 일류신, 투폴레프 등에 엔진을 제공한다.
- 스네크마(SNECMA) ( 프랑스) : 프랑스 항공기 엔진회사이다.
- 솔로비예프(Soloviev Aviavigatel) ( 러시아)
- CFM 인터내셔널 ( 미국  프랑스) : 제너럴 일렉트릭과 스네크마의 합작회사로서, 에어버스 A320, 보잉 B737 엔진을 생산한다.
- 엔진 얼라이언스 ( 미국) : 제너럴 일렉트릭과 프랫 & 휘트니의 합작회사로서, 에어버스 A380 엔진을 생산한다.
- 제너럴 일렉트릭-혼다 ( 미국  일본) : 제너럴 일렉트릭과 혼다의 합작회사로서, 혼다젯 엔진을 생산한다.
- 이시카와지마 중공업 ( 일본) : 일본 자위대 전용 전투기 엔진을 생산한다.